# Tambor de caimán
El tambor de caimán (chino simplificado: 鼍鼓; chino tradicional : 鼉鼓; pinyin tuó gû) es un tipo de tambor que se utilizaba en la China Neolítica, hecho de arcilla y restos de caimán.
Los tambores de caimán que han sido encontrados, aparecieron sobre una ancha área que abarca desde el este de Shandong hasta el oeste de Qinghai. Los restos pertenecen a un periodo de tiempo situado entre 5500 y 2350 A.C. Estos tambores eran relacionados con características chamánicas y eran a menudo utilizados en ceremonias rituales. En el Shijing, o Libro de las odas, uno de los cinco libros anteriores a la dinastía Qin que conforman los Clásicos de Confucio, aparecen mencionados unos tambores cubrieron con piel de caimán para uso ceremonial.
Los tambores de caimán más antiguos encontrados, que no son más que un marco de madera cubierto con piel de caimán, fueron hallados  en las excavaciones arqueológicas de Dawenkou, así como en varias ubicaciones de Longshan.
Las características acústicas típicas del tambor de caimán son las siguientes: 
Frecuencia: 4100–2600 Hz
Amplitud: 3000–2000 dB
Longitud de onda: 2300–1900 Hz.